# VII Liceum Ogólnokształcące im. Dąbrówki w Poznaniu
VII Liceum Ogólnokształcące im. Dąbrówki w Poznaniu – państwowa szkoła średnia znajdująca się w dzielnicy Jeżyce. Założona w roku 1919 jako placówka dla dziewcząt, charakter szkoły żeńskiej utrzymała do roku 1967. Jej specyfikę wyznacza dwujęzyczna klasa polsko-niemiecka, w której nauka kończy się fakultatywnie egzaminem Deutsches Sprachdiplom II. Wśród poznańskich liceów pod względem poziomu nauczania Dąbrówka lokuje się w środku stawki.

## Założenie i początki szkoły (1919)

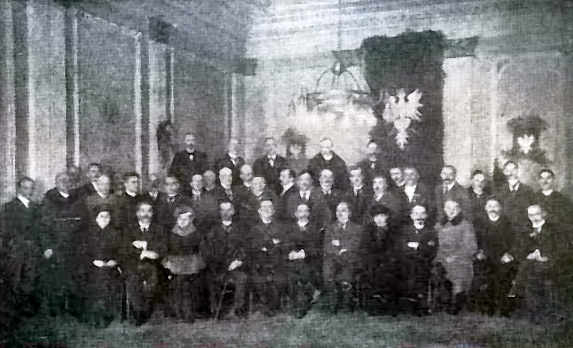
Naczelna Rada Ludowa, 1918

Gdy faktyczną władzę w Poznaniu objęła Naczelna Rada Ludowa, wszystkie istniejące żeńskie szkoły średnie, tzw. Höhere Mädchenschule, miały charakter czysto niemiecki. W najstarszej i najbardziej prestiżowej z nich, państwowej Luisenschule, w początkach roku 1919 trwał ostry konflikt między niemiecką kadrą a delegatem Naczelnej Rady Ludowej, Marią Swinarską, której zadaniem było wprowadzenie w szkole nauki w języku polskim. Nie wiadomo na ile konflikt ten wpłynął na los placówki. W maju Prowincjonalne Kolegium Szkolne postanowiono zerwać z uznaną za germanizacyjną i hakatystyczną tradycją szkoły ludwicjańskiej. W niejasnych okolicznościach za nową patronkę przyjęto Dąbrówkę; sam wybór nawiązywał do patriotycznych, wielkopolskich i antyniemieckich tradycji. Rok szkolny 1919/1920 instytucja rozpoczęła już jako Państwowa Uczelnia Żeńska Dąbrówki. Do tego czasu większość niemieckiej kadry opuściła placówkę, częściowo zastąpiona przez nauczycieli polskich. Dyrektorem – w ówczesnej terminologii przełożoną szkoły – została Maria Swinarska. Okolicznościowe uroczystości akcentowały inaugurację raczej niż kontynuację; przejęte po Szkole Ludwiki czterdziestoletnie budynki szkolne poświęcono, a po ceremonialnym przemarszu uczennic na Maltę wzięły one udział w sypaniu Kopca Wolności. W dokumentacji szkolnej używany jeszcze wiosną roku 1919 niemiecki całkowicie zastąpiono polskim.

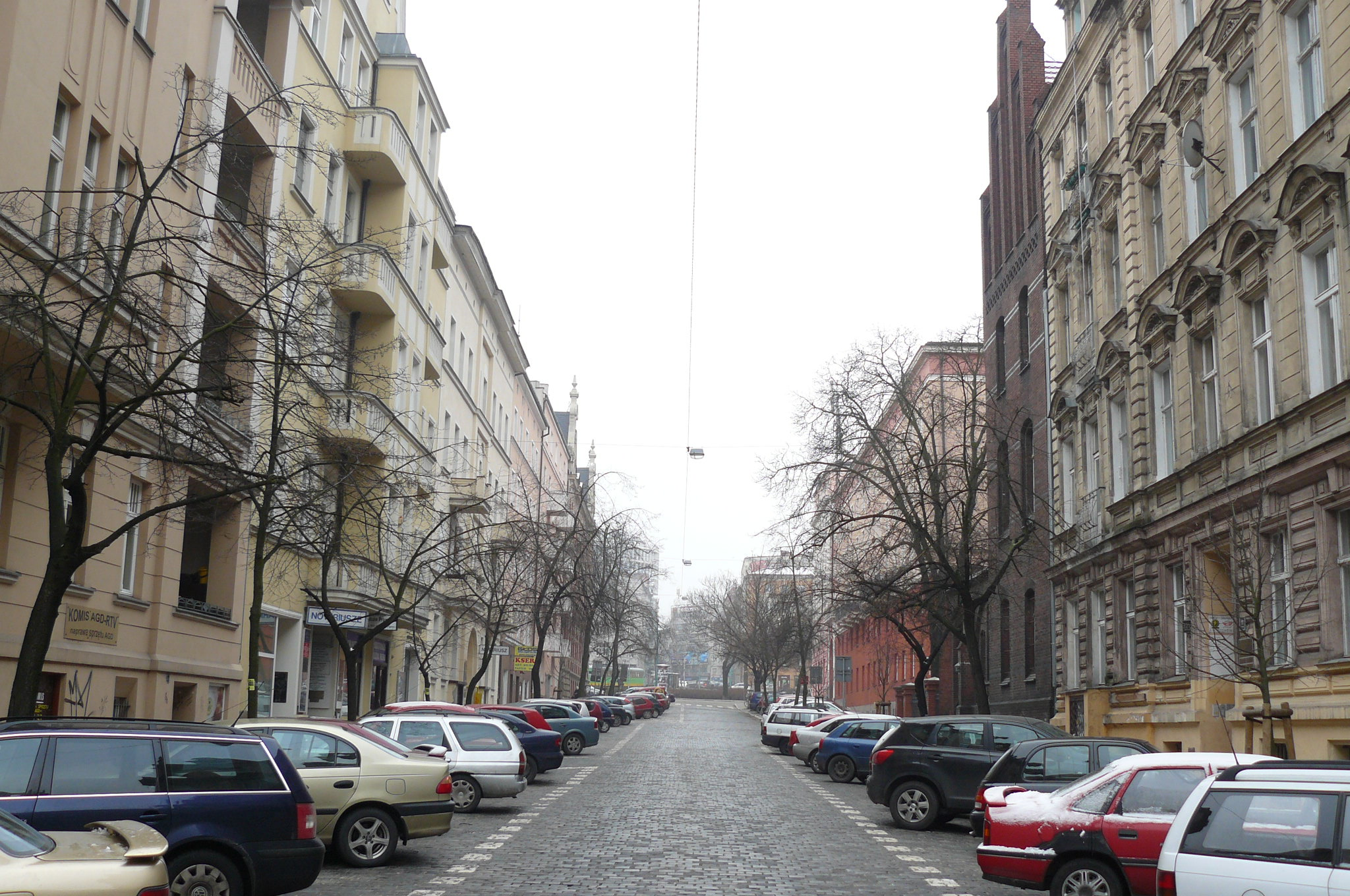
Poznań ul. Młyńska, siedziba szkoły znajdowała się w głębi z prawej

Uczelnia Dąbrówki przejęła po Luisenschule obszerny kompleks trzech gmachów po zachodniej stronie ulicy Młyńskiej; składał się on z budynku frontowego, położonego wzdłuż ulicy, oraz znajdujących się za nim w głębi działki dwóch budynków poprzecznych, nazywanych „południowym” i „północnym”; pomiędzy nimi znajdował się obszerny plac, wykorzystywany m.in. do ćwiczeń fizycznych. Aczkolwiek niezelektryfikowane i ogrzewane piecami kaflowymi, gmachy znajdowały się w dobrym stanie technicznym. Wydaje się, że braki kadrowe uzupełniono względnie szybko, bo w końcu roku 1919 wśród 35 nauczycieli było już 24 Polaków. Utrzymano żeński profil placówki; pewna liczba uczennic zaczynała naukę jeszcze w Luisenschule, a kończyła już w Dąbrówce. Początkowa skala rekrutacji jest niejasna, podawana liczba dziewcząt w zależności od źródła waha się od 538 do 1057; ogromny napływ kandydatek spowodował, że jeszcze w roku 1919 utworzono na Łazarzu drugą żeńską szkołę średnią, do której skierowano część przyjętych dziewcząt.
| |  |  |  |  |  |  |  |  |  |  |  |
| Maria Swinarska (1880–1963) |  |  |  |  |  |  |  |  |  |  |  |
| pochodziła z rodziny ziemiańskiej, wychowanka Urszulanek, początkowo uczyła na poznańskiej pensji Anastazji Warnka. Studiowała pedagogikę we Wrocławiu, ale po powrocie nie znalazła pracy w Poznaniu i uczyła w szkołach dolnośląskich i w Berlinie. Pierwsza dyrektor Dąbrówki. Ze stanowiska odeszła w roku 1933. W czasie okupacji zaangażowana w tajne nauczanie. Pozostawała w kontakcie ze szkołą do końca lat 50. |  |  |  |  |  |  |  |  |  |  |  |

Skład etniczny uczennic jest niejasny, przynajmniej w początkowym okresie; wg jednych źródeł Niemki były w mniejszości, wg innych przeważały; żadne ze źródeł nie mówi o Żydówkach, które tradycyjnie stanowiły spory odsetek uczennic Luisenschule. Liczba oddziałów wynosiła nieco ponad 30, około 2/3 z polskim i 1/3 z niemieckim jako wykładowym. Początkowo w Dąbrówce prowadzono naukę zgodnie z różnymi programami i niektóre źródła mówią wręcz o de facto pięciu różnych współistniejących formułach, obejmujących gimnazjum, liceum, wyższe liceum (seminarium kształcące nauczycielki), szkołę ćwiczeń (szkoła powszechna gdzie praktykowały seminarzystki) i tzw. szkołę gospodarczą (o niejasnej formule). Żadne ze źródeł nie podaje wieku uczennic; zważywszy różnorodność programów nauczania, w ławach Dąbrówki mogły zasiadać tak starsze dziewczynki jak dorosłe panny.

## Uczelnia Dąbrówki (1919–1939)

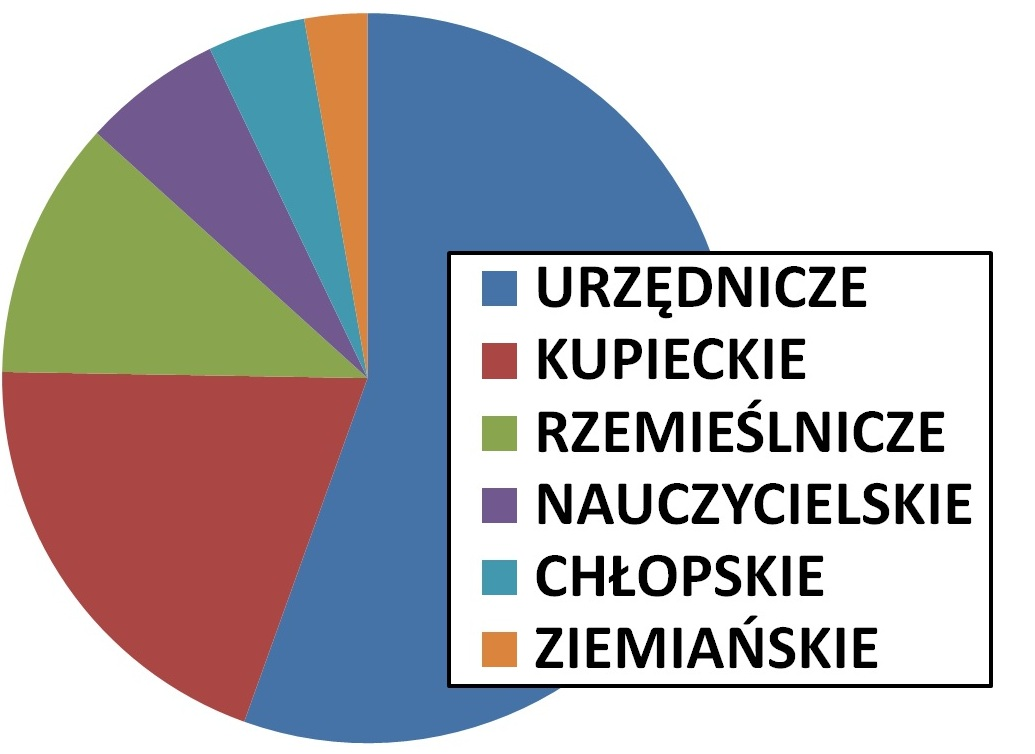
pochodzenie uczennic, 1928

Przez większość okresu międzywojennego Dąbrówka była jedną z dwu publicznych i jedną z pięciu w ogóle żeńskich szkół średnich w Poznaniu; była też zdecydowanie najbardziej prestiżową. Szkoła była całkowicie polska pod względem kulturowym i ideowym; żadne ze źródeł nie mówi o utrzymywaniu klas niemieckojęzycznych, które musiały zaniknąć w początkach lat 20.; w późniejszych wspomnieniach abiturientek o koleżankach Niemkach wspomina się zupełnie wyjątkowo i jako o nielicznych. Podręczniki i pomoce naukowe w języku niemieckim stopniowo zastępowano polskimi. Pod względem wyznaniowym szkoła miała charakter rzymskokatolicki; żadne ze źródeł nie mówi o obecności pastorów protestanckich. Liczba uczennic do końca lat 20. wahała się w okolicach 800. Po wydzieleniu się ze szkoły filii neohumanistycznej w roku 1929, od roku 1936 funkcjonującej już jako całkowicie odrębne Państwowe Gimnazjum Żeńskie im. Klaudyny Potockiej, liczba ta prawdopodobnie nieco spadła.

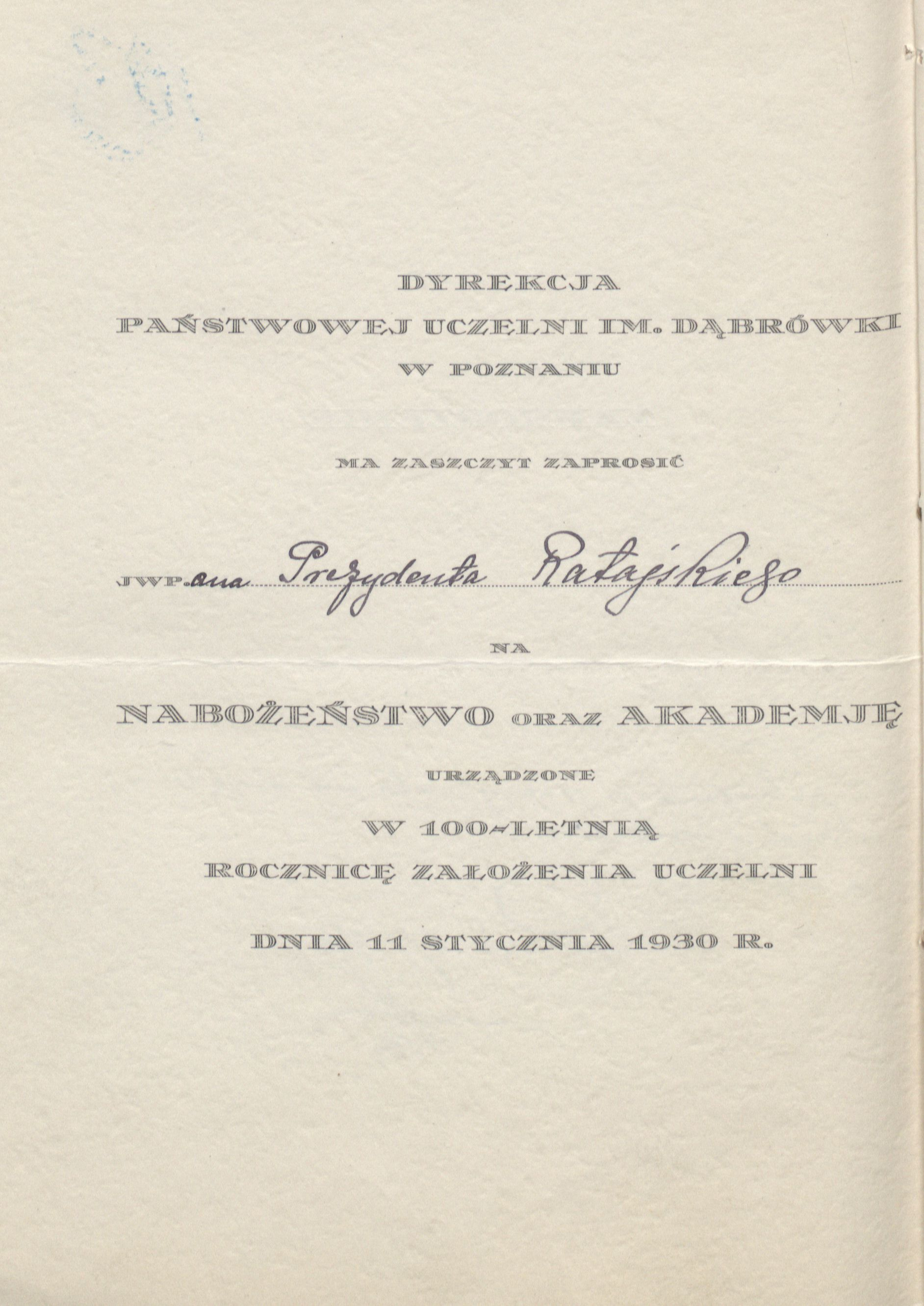
obchody „stulecia” szkoły

Najważniejsze zmiany w okresie międzywojennym dotyczyły ujednolicenia programu nauczania; pod tym względem przez obie dekady, ale zwłaszcza w pierwszej, trwały nieustanne przeobrażenia. Od roku szkolnego 1920/21 skracano kurs seminaryjny, tzw. liceum wyższe, równolegle skracając również kurs szkoły ćwiczeń; oba moduły zlikwidowano całkowicie w roku 1930 i od tego czasu Dąbrówka nie kształciła już nauczycielek. Podobnie w latach 20. stopniowo likwidowano dziesięcioletni program liceum. Dominujący stał się moduł gimnazjalny, który również podlegał modyfikacjom. Stopniowo ograniczano program gimnazjum realnego, likwidując go w początkach lat 30. Odtąd Dąbrówka stała się przede wszystkim dualistycznym gimnazjum humanistycznym i neo-humanistycznym; to ostatnie wyróżniało się szczególnym uwzględnieniem języków obcych. Po formalnym wydzieleniu się Gimnazjum Klaudyny Potockiej pod koniec okresu międzywojennego Dąbrówka miała już typowy profil gimnazjum humanistycznego. Do Dąbrówki obowiązywał egzamin wstępny; dziewczęta nosiły czarny mundurek z beretem i białymi wyłogami, płacąc czesne 110 zł rocznie. Dominowały panny z rodzin średniej burżuazji. W szkole działały dwie drużyny harcerskie, Sodalicja Mariańska i szereg innych grup.
| |  |  |  |  |  |  |  |  |  |  |  |
| Irena Bobowska (1920–1942) |  |  |  |  |  |  |  |  |  |  |  |
| pochodziła z rodziny wojskowej. Po przejściu w dzieciństwie choroby Heine-Medina poruszała się na wózku. Od 1928 uczennica w Dąbrówce, zaangażowana w działalność charytatywną i edukacyjną. W czasie okupacji w konspiracji, zajmowała się m.in. pracą redakcyjną, kolportażem i logistyką. Aresztowana w roku 1940, przeszła ciężkie śledztwo; ponieważ w więzieniu we Wronkach zabrano jej wózek poruszała się czołgając. Ścięta w Berlinie w 1942 |  |  |  |  |  |  |  |  |  |  |  |

W roku 1928 budynki przeszły generalny remont, podczas którego szkołę całkowicie zelektryfikowano; jej chlubą była jedna z większych w mieście aula, mieszcząca również kaplicę. Od roku 1930 szkoła miała sztandar z hasłem „Gorejącą wiarą i głęboką wiedzą budujemy lepsze, jasne jutro”; wtedy też odbył się pierwszy Zjazd Dąbrówczański. W tym samym czasie Dąbrówka zaczęła stylizować się na następczynię Luisenschule; powody są niejasne, prawdopodobnie dyrekcja pragnęła zyskać na prestiżu stuletniej instytucji, jako że w roku 1930 świętowano 100 lat istnienia szkoły. W roku 1933 szkoła „pozyskała na własność” ośrodek w Czernicach w Puszczy Zielonce, dokąd odtąd urządzano liczne wycieczki. Kres funkcjonowaniu szkoły przyniosło zajęcie miasta przez Niemców; w budynkach początkowo zakwaterowano Wehrmacht, potem służyły kobiecej organizacji Frauendienst.

## Żeńska szkoła w Polsce Ludowej (1945–1967)

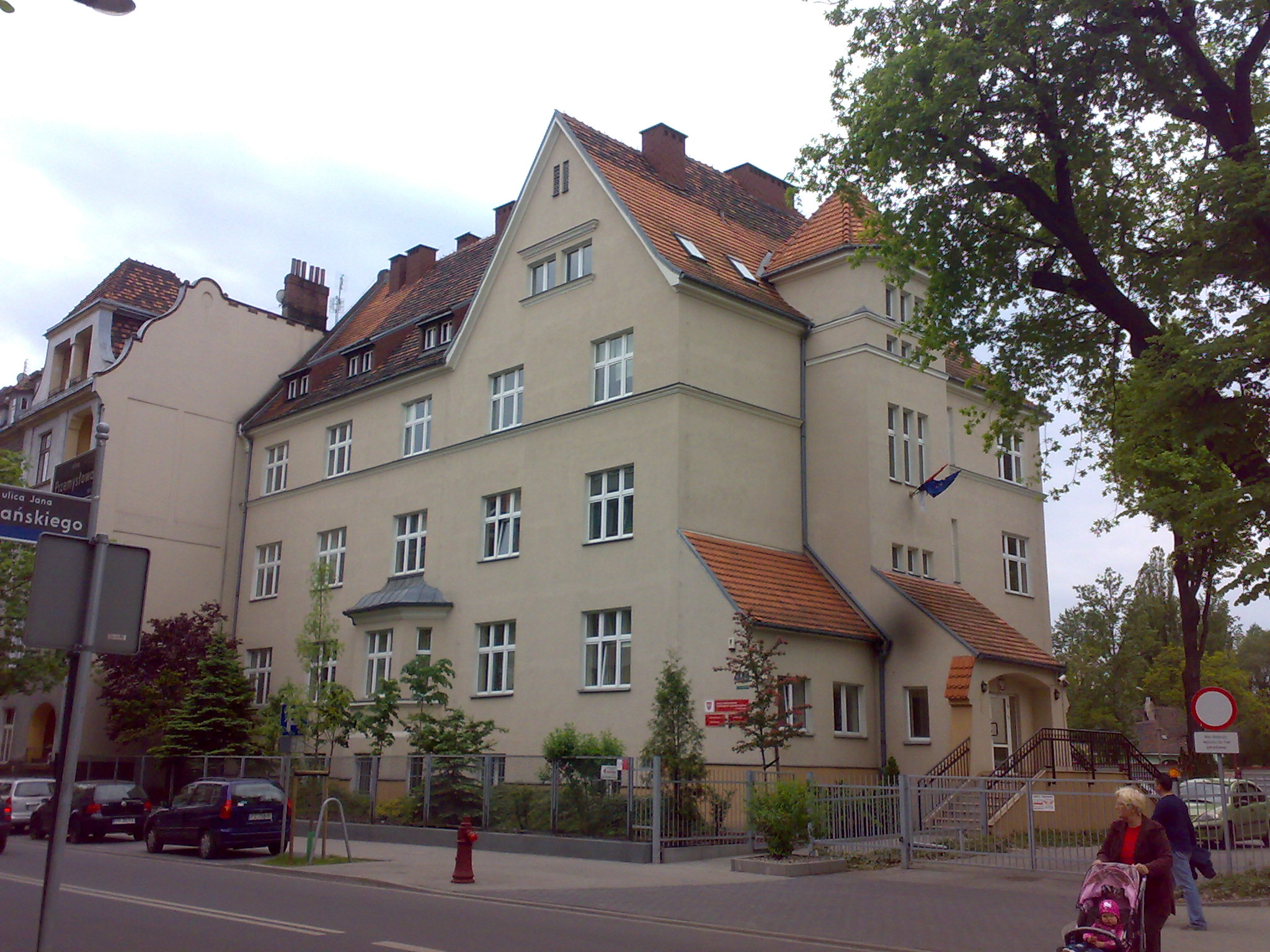
Paulinum, krótkotrwała siedziba szkoły w 1945

Wojna przyniosła Dąbrówce ogromne straty; 11 jej uczennic zginęło z rąk Niemców. Jeszcze przed upadkiem Cytadeli grupa nauczycielek podniosła u formujących się władz polskich kwestię odtworzenia szkoły; w kilka dni potem wskutek toczonych walk budynki przy Młyńskiej uległy jednak niemal całkowitemu zniszczeniu. Próba przejęcia pałacyku, stojącego na dawnej ludwicjańskiej posesji, nie powiodła się. Po krótkim okresie funkcjonowania wspólnie z liceum Potockiej i formalnej decyzji o odtworzeniu szkoły rekrutację prowadzono w budynku Izby Przemysłowo-Handlowej na Mickiewicza 30; pomimo obietnic gmach przypadł innym instytucjom. W roku 1945/46 uczono w budynku Państwowego Liceum Pedagogicznego na Mylnej 5 i potem w Liceum gen. Zamoyskiej na Placu Matejki 56, a w kolejnych dwu latach szkolnych w dawnym Colegium Marianum na Różanej 17, które ostatecznie przypadło jednak szkole podstawowej. Rok 1948/49 Dąbrówka rozpoczęła w budynkach na Placu Bernardyńskim po zlikwidowanej w ramach politycznych represji Marynce; rozegranie jednej prestiżowej szkoły przeciw drugiej było propagandowym majstersztykiem władz. W tym samym okresie wyremontowano częściowo ocalały budynek poprzeczny na Młyńskiej; otworzono tam bursę, którą Dąbrówka dzieliła z innymi szkołami.

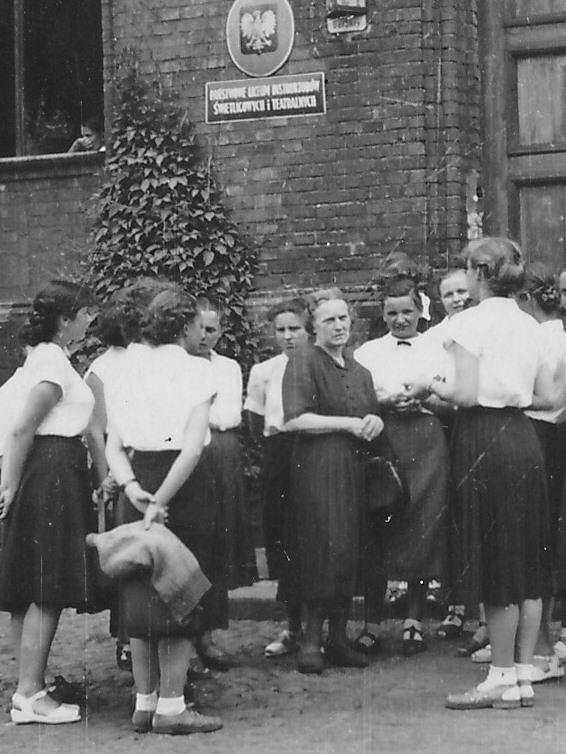
1953, uczennice Dąbrówki przed szkołą z nauczycielką historii i języka polskiego, dr Marią Łowmiańską

Dąbrówka odzyskała przedwojenny rozmach organizacyjny; już w roku 1946 uczyło się w niej 730 dziewcząt. W pierwszych latach naukę prowadzono wg różnych kursów gimnazjalnych i licealnych, a w murach szkoły spotykały się uczennice w wieku od 11 do 28 lat. Formułę nauczania ujednolicono w roku 1948; z Państwowego Gimnazjum i Liceum Żeńskiego placówka stała się Szkołą Ogólnokształcącą Stopnia Licealnego, gdzie w klasach VIII-XI kontynuowano powszechny program ogólnokształcący. Narastająca presja polityczna, przejawiająca się obrzędowością, modyfikacjami programowymi, nowymi organizacjami oraz polityką kadrową zmieniła charakter szkoły. Nie jest jasne, na ile placówka spełniała oczekiwania władz; z jednej strony pojawiają się informacje o niezadowalających wynikach wizytacji i organizacjach konspiracyjnych, z drugiej o nagrodach ministerialnych. Kulminacja nowej polityki przypadła na lata po roku 1953, kiedy szkoła została przemianowana na VII Liceum Towarzystwa Przyjaciół Dzieci. Po roku 1956 nacisk ideowy chwilowo zelżał, a do szkoły powróciło harcerstwo i nauka religii, a w roku 1957 Dąbrówka powróciła do starej nazwy. Jednak już pod koniec dekady presja na homogenizację ideową powróciła; w roku 1959 szkoła wstąpiła do Towarzystwa Szkół Świeckich, a w roku 1960 zanikła działalność ZHP i ponownie wyeliminowano religię.
| |  |  |  |  |  |  |  |  |  |  |  |
| Janina Kamińska (1903–1996) |  |  |  |  |  |  |  |  |  |  |  |
| Pochodziła z rodziny urzędniczej. Od 1920 uczennica w Dąbrówce, od 1927 nauczycielka. W czasie okupacji więziona 2 lata we Wronkach. W roku 1945 spiritus movens odtworzenia szkoły i jej dyrektorka; kontynuowała dąbrówczańską tradycję i popadła w konflikt z władzami. Zdymisjonowana i zatrudniona w III LO. Członek III Zakonu świeckiego św. Dominika, 1971–1983 przełożona laikatu dominikańskiego na Polskę. Nie wyszła za mąż. |  |  |  |  |  |  |  |  |  |  |  |

Na początek lat 60. przypadł okres szczytu demograficznego; liczba uczennic przekroczyła 1000 a liczba nauczycieli sięgnęła 150. W roku 1965 przeprowadzono remont kapitalny budynku; zastąpiono piece kaflowe centralnym ogrzewaniem, wymieniono parkiety i instalację elektryczną (co skutkowało m.in. zastąpieniem ręcznego dzwonka woźnego dzwonkiem elektrycznym) oraz otworzono stołówkę, chociaż obiady dowożono z zewnątrz. Połowa lat 60. to też ostatni okres, kiedy szkoła miała jeszcze charakter prestiżowy; centralnie zlokalizowana i najstarsza w Poznaniu przyjmowała (zwłaszcza po remoncie) krajowe i zagraniczne delegacje, a uczennice reprezentowały poznańskie szkoły na rozmaitych świętach lokalnych.

## Szkoła typowa: Liceum Ogólnokształcące (1967–1994)

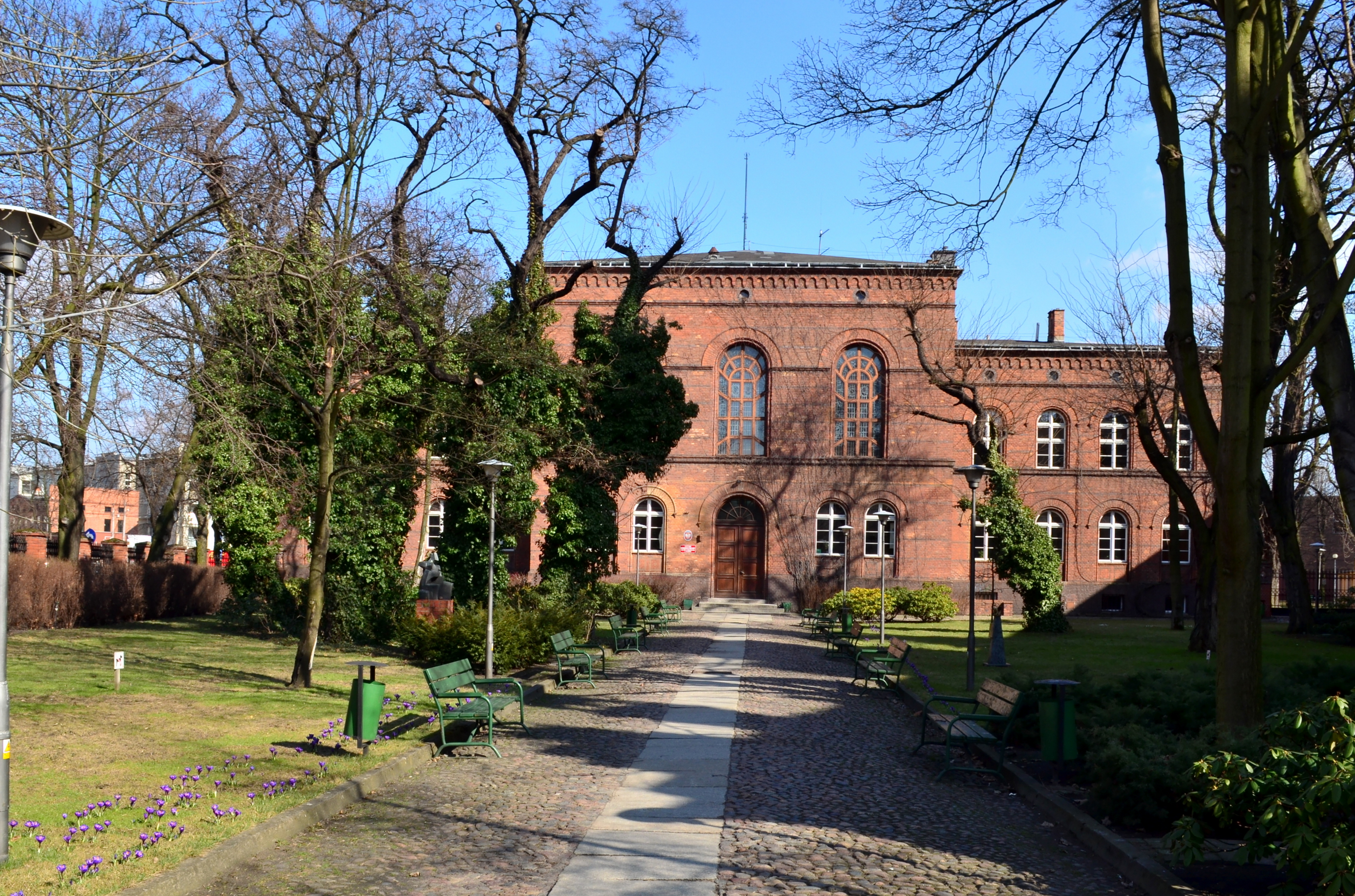
Plac Bernardyński, siedziba szkoły 1948–1979

W roku 1967 placówka przeszła dwie zmiany związane z ogólnokrajową reformą oświaty. Pierwszą było zerwanie ze schematem klas VIII-XI, istniejących w ramach licealnego stopnia szkoły ogólnokształcącej, i zastąpienie go Liceum Ogólnokształcącym z klasami I-IV. Drugą była likwidacja szkół żeńskich i objęcie Dąbrówki formułą koedukacyjną; przyjęci na rok 1967/68 uczniowie zyskali przezwisko „Mieszków”. Ta ostatnia zmiana całkowicie przekształciła Dąbrówkę, zwłaszcza że w krótkim okresie chłopcy zaczęli odgrywać rolę wiodącą; odnoszone na przełomie dekad sukcesy na arenie międzyszkolnej, tak naukowe jak sportowe, związane były raczej z młodzieżą męską. Dodatkowo, od roku 1968 w hallu szkoły stanęło popiersie Kasprowicza. Ponieważ sztandar nie odpowiadał już profilowi szkoły został wycofany i przez kilka lat szkoła nie używała żadnego; dopiero w roku 1973 uroczyście nadano jej nowy przy okazji przyjmując również hymn z refrenem „Dąbrówko nasza wiecznie trwaj”.

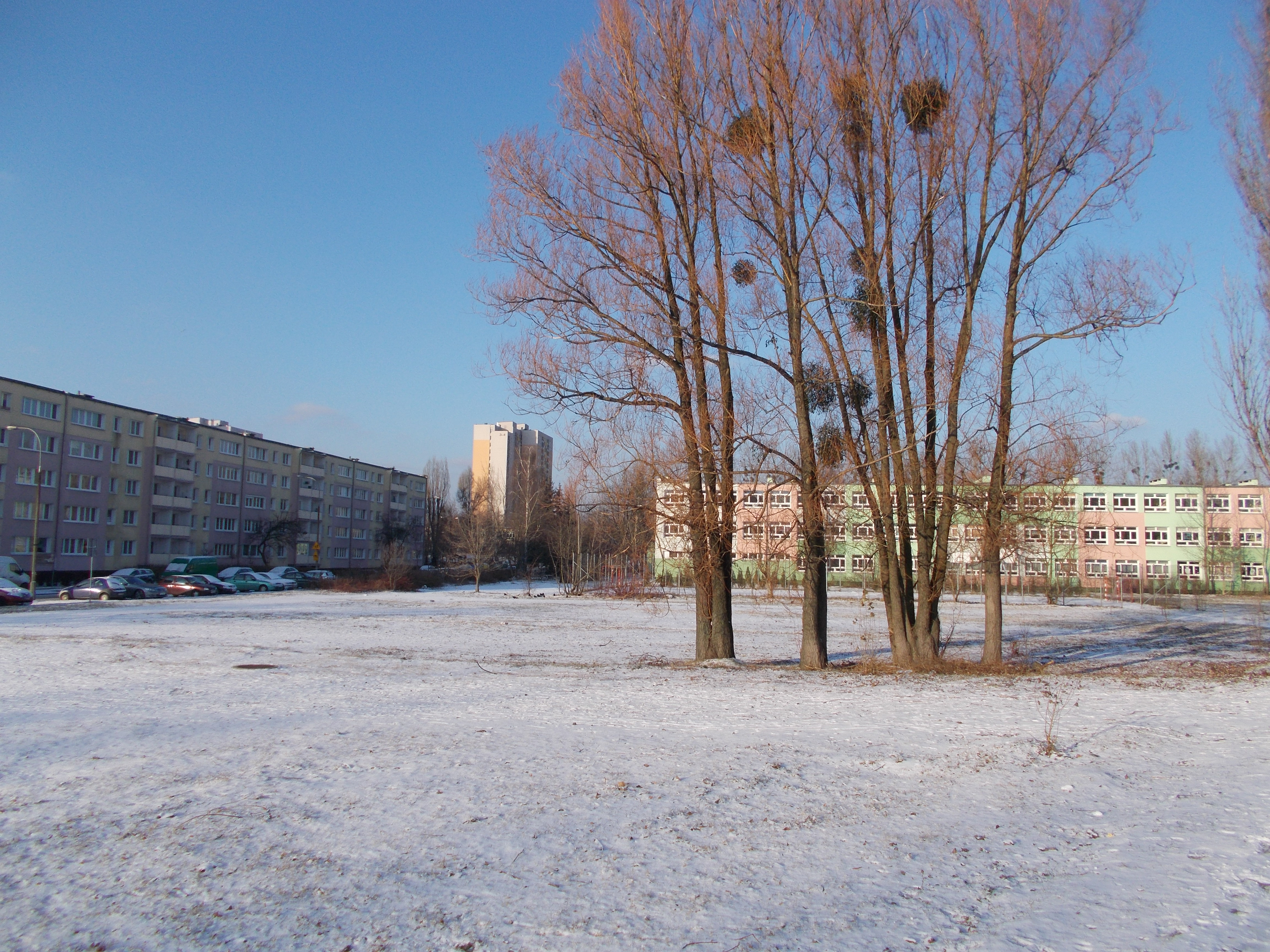
Rataje, niedoszła siedziba szkoły

W roku 1972 w prawym skrzydle budynku szkoły wybuchł pożar, który naruszył konstrukcję gmachu; jego konsekwencje okazały się dla szkoły ogromne i trwają po dziś dzień. Ponieważ niemożliwe było przeprowadzenie w krótkim czasie gruntownych plac remontowych budynek poddano prowizorycznym naprawom a jego część, m.in. aulę, wyłączono z użytkowania. Spowodowało to problemy z organizacją nauki i zwiększyło presję lokalową; zaczęto rozważać przeniesienie szkoły, tymczasowe lub trwałe, do innej siedziby. Plany te od połowy lat 70. skonkretyzowały się na Ratajach, gdzie na Osiedlu Rzeczypospolitej i przy intensywnych konsultacjach z dyrekcją rozpoczęto budowę nowego kompleksu szkolnego. W niejasnych okolicznościach w roku 1978 budynki te przypadły jednak nowo utworzonemu Liceum im. Przemysła II; potem planowano przenieść szkołę na Jeżyce na ulicę Norwida. Ostatecznie na Norwida przeprowadziła się z ulicy Żeromskiego Szkoła Podstawowa nr 23, a jej siedzibę odziedziczyła Dąbrówka; w niej rozpoczęto rok 1979/80.

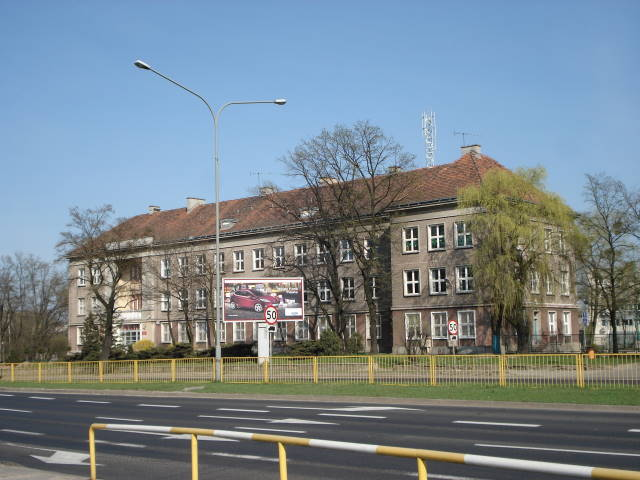
siedziba szkoły od 1979

W kolejnej dekadzie historię szkoły znaczą wydarzenia będące w mikroskali odbiciem historii Polski. W roku 1980 kadra utworzyła NSZZ „Solidarność”, a w roku 1981 z inicjatywy uczniów w hallu szkoły bardzo uroczyście zawieszono podarowany przez Jana Pawła II krzyż. W roku 1982 krzyż zdjęto i umieszczono w zamkniętej Izbie Pamięci, na klamce której wieszano i zdejmowano kwiaty. Uczniowie szkoły zatrzymywani byli na demonstracjach ulicznych i podczas akcji ulotkowych, w postaci Zielonej Szóstki odrodziło się niezależne harcerstwo. Duża demonstracja uczniowska na korytarzu szkoły z 13 grudnia 1985 zakończyła się naganami, ale nikogo ze szkoły nie relegowano, w roku 1986 na terenie szkoły SB zatrzymała ucznia za ulotkowanie a oficjalna inauguracja roku zamieniła się w skandal. W końcu lat 80. LO stało się ośrodkiem ruchu „Naszość”. Krzyż wrócił do hallu w roku 1991; nie obyło się też bez zmian na stanowiskach dyrektorskich. Bardzo istotne dla późniejszej historii szkoły okazało się też rozpoczęcie w roku 1987 rozszerzonego programu nauczania języka niemieckiego; nawiązano kontakty ze szkołą z Berlina Zachodniego, od roku 1988 skutkujące wzajemną wymianą.

## Szkoła dwujęzyczna i gimnazjum (1994–2017)

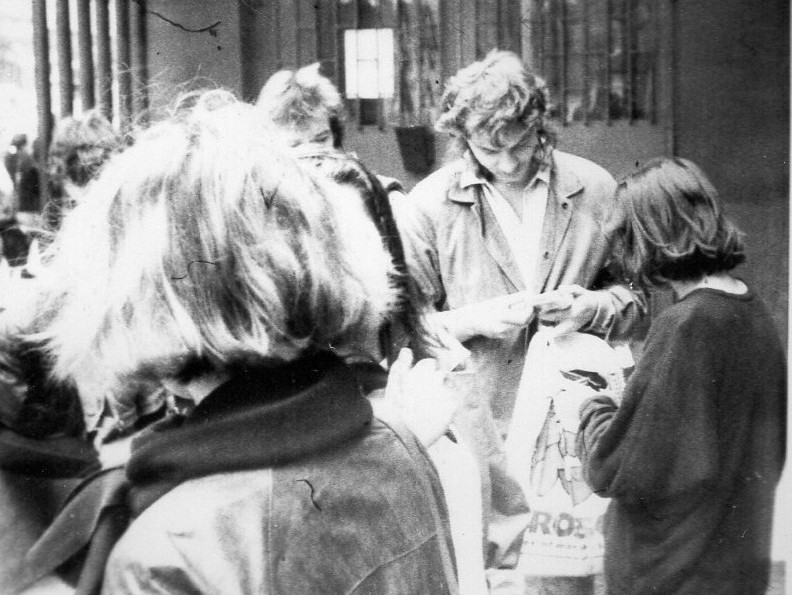
licealiści, Poznań, wczesne l. 90.

Korzystając z wcześniejszych doświadczeń w zakresie nauczania języka niemieckiego w roku szkolnym 1994/95 liceum otworzyło dwujęzyczną klasę polsko-niemiecką; oprócz istniejącej już w I LO im. Marcinkowskiego podobnej klasy polsko-francuskiej był to ewenement na skalę Poznania i Wielkopolski. Kurs dwujęzyczny miał charakter pięcioletni z zerówką (klasa wstępna przeznaczona dla uczniów ostatniej klasy szkoły podstawowej) i był stale poszerzany, w drugiej połowie lat 90. intensyfikowano również współpracę w ramach różnych instytucji i programów związanych z kulturą niemiecką i finansowanych przez Republikę Federalną. Rozpoczęto przygotowywanie uczniów do egzaminu Deutsches Sprachdiplom, który po raz pierwszy oficjalnie przeprowadzono w szkole na zakończenie roku szkolnego 1998/1999; od tamtej pory organizuje się go w Dąbrówce corocznie.
| najdłużej uczący nauczyciele |                        |             |                      |
| lat                          | imię i nazwisko        | przedmiot   | okres                |
| 44                           | Jadwiga Laskowska      | biologia    | 1962–2006            |
| 40                           | Irena Dropińska        | języki obce | 1919–1939, 1945–1965 |
| 36                           | Regina Framska         | chemia      | 1970–2006            |
| 36                           | Wiesława Heisig        | matematyka  | 1971–2007            |
| 35                           | Krystyna Brodowska     | francuski   | 1972–2007            |
| 34                           | Gabriela Kaźmierczyk   | muzyka      | 1929–1939, 1945–1969 |
| 31                           | Zdzisława Smuszkiewicz | polski      | 1962–1993            |
| 31                           | Stefania Pietruszanka  | języki obce | 1919–1939, 1945–1956 |
| 31                           | Barbara Rataszewska    | fizyka      | 1919–1939, 1945–1956 |
| 30                           | Maria Paszkiewicz      | polski      | 1960–1990            |

W związku z reformą oświatową z roku 1999 zadecydowano, że na bazie Dąbrówki utworzone zostanie obok zredukowanego do 3 lat liceum również gimnazjum, i że obie szkoły zlokalizowane zostaną w tym samym budynku przy ulicy Żeromskiego; rok szkolny 2001/02 obie placówki rozpoczęły jako Zespół Szkół Ogólnokształcących nr 10. Mimo że stanowiły dwie odrębne jednostki, obie szkoły miały dość zintegrowany charakter; współdzieliły statut, Radę Pedagogiczną, Radę Rodziców jak Samorząd Uczniowski W roku 2004 na podstawie przeprowadzonego wśród uczniów plebiscytu bezimienne dotąd gimnazjum również przyjęło Dąbrówkę jako swojego patrona i otrzymało własny sztandar. W roku 2002 powstało Stowarzyszenie Przyjaciół Szkoły im. Dąbrówki w Poznaniu, które od tej pory przejęło organizację nieregularnych zjazdów abiturientów. W roku 2007 doszło do symbolicznej zmiany na stanowisku dyrektora; po raz pierwszy w historii osobę kierującą placówką wyłoniono w drodze publicznego konkursu, a także po raz pierwszy w historii został nim po 9 kolejno sprawujących ten urząd kobietach mężczyzna. Prowadzone na terenie szkoły inwestycje dotyczyły głównie remontów bieżących; do najważniejszych należały likwidacja skutków niewielkiego pożaru z roku 1998, przejęcie na potrzeby szkolne znajdującego się w budynku mieszkania służbowego oraz wyposażenie placówki w sprzęt.

finał Jugend Debattiert

W drugiej połowie pierwszej dekady XXI wieku tak liceum jak gimnazjum systematycznie umacniały swoją specyfikę – odróżniającą je od innych szkół poznańskich – poprzez rozbudowywanie związków z językiem niemieckim i kulturą niemiecką. W roku 2005 część uczniów po raz pierwszy zdawała dwujęzyczną (polsko-niemiecką) maturę, która organizowana była do czasu reformy matur z 2009. w tym samym czasie rozpoczęto udział w międzynarodowym programie promującym kulturę niemiecką Jugend Debattiert International. W roku 2009 po raz pierwszy przeprowadzono egzaminy Deutsches Sprachdiplom II na poziomie B2 i C1. W podobnym okresie szkoła zaangażowała się w program Deutsch Wagen Tour, współorganizowany m.in. przez Goethe-Institut, ambasady RFN i Deutscher Akademischer Austauschdienst. Nawiązano trwałą współpracę i wymiany ze szkołami w Seelze, Karlstadt i Vreden. W roku 2010 Dąbrówka była jednym z 26 istniejących w Polsce liceów dwujęzycznych z niemieckim i jednym z 10 takich gimnazjów; na terenie Wielkopolski była obok I LO w Lesznie jedną z dwu polsko-niemieckich szkół dwujęzycznych.

## Współczesność

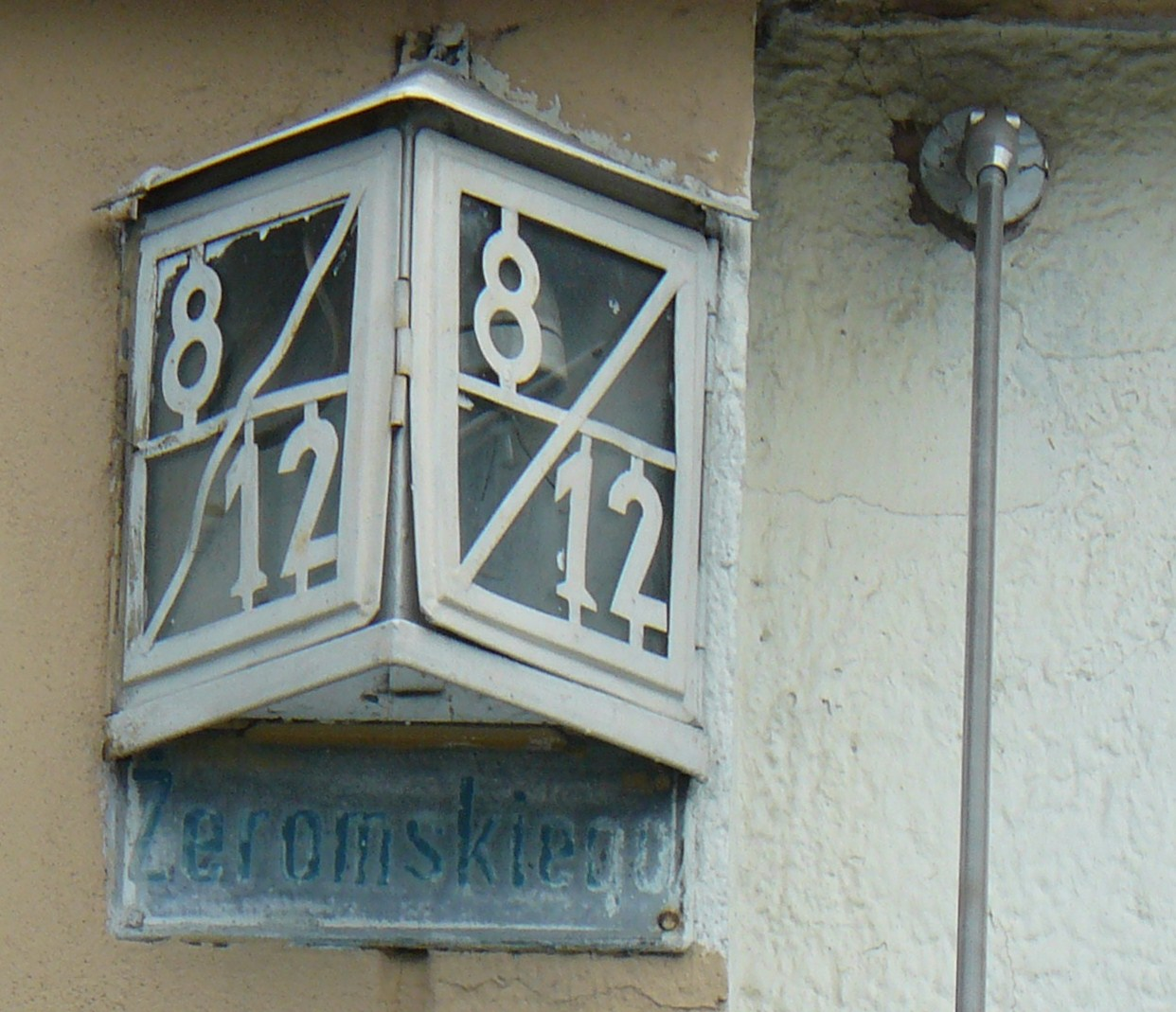

Liceum i gimnazjum funkcjonowały razem do roku 2019. W związku z kolejną reformą edukacji klasy gimnazjalne wycofywano od roku 2017, by dwa lata potem zlikwidować gimnazja całkowicie. Liceum powróciło do formuły 4-klasowej i ten schemat przeważa obecnie, a od roku 2022/23 jest wyłączny. Organem prowadzącym jest Miasto Poznań, nadzór pedagogiczny sprawuje Wielkopolski Kurator Oświaty; suma aktywów w połowie lat 2010. wyniosła 4,63 mln złotych. W zakresie ramowego programu nauczania szkoła jest bezpłatna. Poza specyfiką dotyczącą nauczania języka niemieckiego, organizacja nauki w liceum jest typowa dla szkół tego rodzaju w Polsce. Liceum przedstawia się jako kontynuator dziewiętnastowiecznych tradycji ludwicjańskich i datuje swoją historię nie od roku 1919, ale od roku 1830; interpretacja taka przyjmowana jest też na ogół w rozmaitych publikacjach medialnych. Kadra nauczająca szkoły liczy ok. 60 osób.
| dyrektorzy szkoły |      |                       |
| od                | do   | imię i nazwisko       |
| 1919              | 1933 | Maria Swinarska       |
| 1933              | 1934 | Irena Lipska          |
| 1934              | 1939 | Cecylia Świderkówna   |
| 1945              | 1948 | Janina Kamińska       |
| 1948              | 1950 | Maria Iwanicka        |
| 1950              | 1962 | Irena Czajkowska      |
| 1962              | 1969 | Ludmiła Swinarska     |
| 1969              | 1991 | Zofia Dąbek           |
| 1991              | 2007 | Elżbieta Stryjakowska |
| 2007              |      | Paweł Kozłowski       |

W ciągu ostatnich lat liceum kończy rocznie ok. 135-155 osób. W skali Poznania Dąbrówka jest szkołą średniej wielkości; uczy się w niej ok. 450 nastolatków, o wiele mniej niż w przypadku szkół takich jak np. V LO im. Potockiej lub VI LO im. Paderewskiego; rokrocznie otwierają one po 8 oddziałów i oferują miejsce dla ok. 250 kandydatów każda. Dąbrówka w roku 2017 otworzyła 5 oddziałów o łącznej liczbie 155 miejsc; mają one profil medialny, biologiczno-chemiczny, ekonomiczny, politechniczny oraz dwujęzyczny; ten ostatni podzielony na 3 wyspecjalizowane pododdziały: matematyczno-informatyczny, biologiczno-chemiczny i humanistyczny. Pod względem obłożenia liceum znajduje się w środku stawki poznańskich liceów; przy rekrutacji na rok 2017/18 szkoła miała 1.08 kandydata na miejsce; najwyższe w Poznaniu średnie szkolne wskaźniki obłożenia to 2.28 w przypadku II LO im. gen. Zamoyskiej, 1.83 w przypadku VIII LO im. Mickiewicza i 1.54 w przypadku VI LO im Paderewskiego. W Dąbrówce największą konkurencję zanotowano w oddziale dwujęzycznym (1.32 kandydata na m-ce) i biol-chem (1.26 kandydata na m-ce).

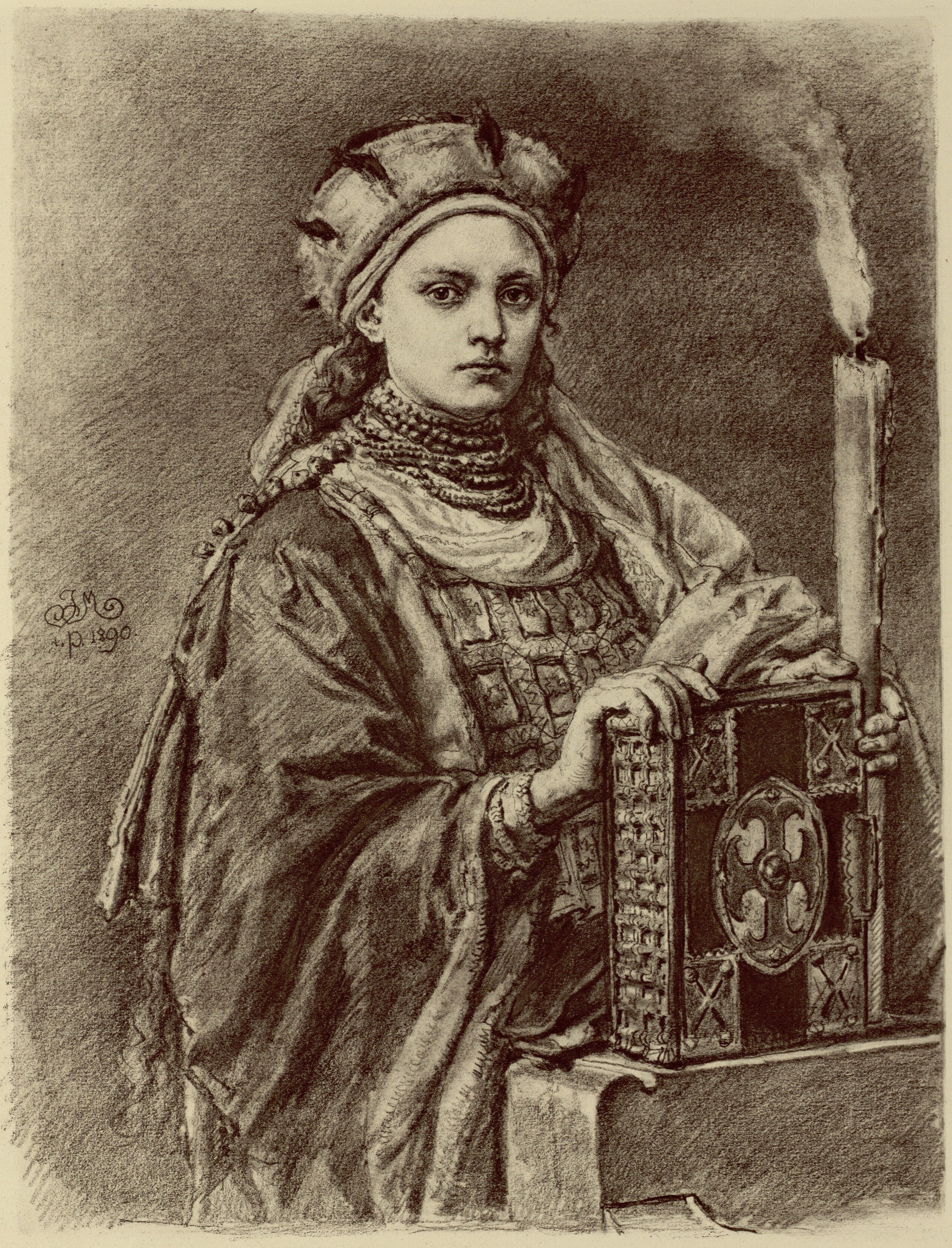
Dąbrówka

Próby skwantyfikowania pozycji szkoły pod względem poziomu nauczania lokują liceum Dąbrówki w środku stawki. Na około 30 liceów w mieście, Dąbrówka w ostatnich latach zajmowała w najpopularniejszym rankingu Perspektyw miejsca 8 (2012), 7 (2013), 12 (2014), 12 (2015), 9 (2016), 9 (2017), 10 (2018), 13 (2019), 11 (2020), 9 (2021), 8 (2022), 7 (2023) 10 (2024) i 6 (2025). Serwis Wasza Edukacja lokował Dąbrówkę na 10. miejscu (2017), 7. (2018), 6. (2019), 9. (2020), 6. (2021), 7. (2022) 6. (2023) i 9. (2024) miejscu w Poznaniu. W rankingu portalu OtoUczelnie, Dąbrówka zajmowała ostatnio miejsca 7 (2022),  7 (2023), 9 (2024) i 8 (2025).
Od czasu rozpoczętej w roku 2017 stopniowej likwidacji gimnazjum, które dzięki doskonałym wynikom stanowiło magnes przyciągający kandydatów do obu instytucji, pozycja Dąbrówki na edukacyjnym rynku Poznania nie jest jeszcze utrwalona. Czynnikiem który określa unikatowy charakter szkoły jest jej dwujęzyczny profil i związane z nim egzaminy DFD II; w roku 2017 żadne LO w Wielkopolsce nie miało równie dobrych wyników maturalnych z języka niemieckiego. Z drugiej strony, wyniki maturalne z innych przedmiotów są wyraźnie gorsze niż w najlepszych szkołach miasta; w ciągu ostatnich 10 lat liceum miało też tylko 5 laureatów olimpiad przedmiotowych w porównaniu np. z 29 laureatami VIII LO im. Mickiewicza.

## Absolwenci
- Irena Bobowska (1920–1942, matura ok. 1938) – ps. „Nenia”, poetka, działacz ruchu oporu
- Małgorzata Bratek (ur. 1954, matura 1975) – piosenkarka, gitarzystka, kompozytorka z kręgu poezji śpiewanej, muzykolog
- Jarosław Drozd (ur. 1955, matura 1978) – dyplomata i urzędnik konsularny, pracownik naukowo-dydaktyczny
- Małgorzata Dydek (1974–2011, matura 1993) – koszykarka
- Wanda Kaczmarek (1931–2014, matura 1950) – mikrobiolog i ekolog
- Ryszard Kaja (1962–2019, matura 1980) – malarz i scenograf
- Bogusława Latawiec (ur. 1939, matura 1956) – poetka, prozaik, krytyk literacki, redaktor, nauczycielka
- Piotr Lisiewicz (ur. 1972, matura 1991) – publicysta i happener
- Małgorzata Musierowicz (ur. 1945, matura 1963) – pisarka